# Cesare Romiti
Cesare Romiti (Roma, 24 giugno 1923 – Milano, 18 agosto 2020) è stato un dirigente d'azienda, imprenditore e editore italiano.

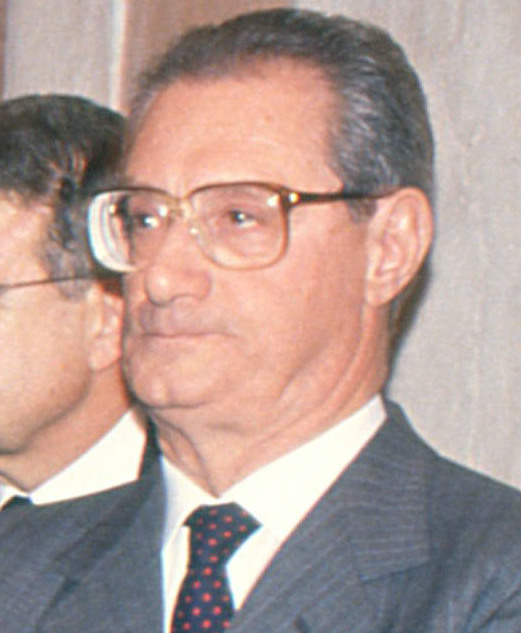
Cesare Romiti, amministratore delegato della FIAT dal 1976 al 1996.

Entrato alla FIAT nel 1974, dopo una carriera iniziale in altre società, divenne nel 1976 il principale dirigente operativo del gruppo, assumendo la carica di amministratore delegato. Si impegnò nella ristrutturazione produttiva e finanziaria dell'azienda, che si trovava in grave difficoltà nel corso degli anni Settanta.
Dopo aver diretto e vinto il duro confronto contro i sindacati e la base operaia della fabbrica nel settembre-ottobre 1980, assunse sempre maggiore potere all'interno della dirigenza FIAT negli anni ottanta di grande sviluppo e successo e nei primi anni novanta, esautorando i potenziali rivali Vittorio Ghidella e Giorgio Garuzzo.
Nel 1996 divenne anche presidente della FIAT dopo il ritiro di Gianni Agnelli e mantenne l'incarico fino al 1998 quando si ritirò a sua volta per raggiunti limiti di età, lasciando peraltro un'azienda di nuovo in grave difficoltà economica e commerciale.

## Biografia
Figlio di un impiegato delle Poste, secondo di tre fratelli, si diploma ragioniere e si laurea a pieni voti in scienze economiche e commerciali, studiando di notte e lavorando di giorno presso la ditta di trasporti Pasquetti di Roma come contabile, per mettere insieme qualche soldo dopo la morte del padre avvenuta a soli 47 anni. Nel 1947 inizia a lavorare per il Gruppo Bombrini Parodi Delfino, azienda di Colleferro, di cui assumerà la carica di direttore finanziario affiancando Mario Schimberni, suo ex compagno di classe, che si occupa invece di amministrazione e controllo di gestione. Nel 1968, sempre a Colleferro, ricopre la carica di direttore generale nella Snia Viscosa dopo la fusione con la sua ex azienda. E proprio per seguire da vicino questa fusione, frequenta a Milano gli uffici di Mediobanca, facendo un'ottima impressione a Enrico Cuccia, tanto che quest'ultimo, in breve tempo, diventa il suo "mentore". Due anni più tardi l'IRI lo nomina direttore generale prima e amministratore delegato poi della compagnia aerea Alitalia. Lavora per un breve periodo (1973) alla Italstat, azienda che lascia per approdare, sponsorizzato da Cuccia, al gruppo Fiat nell'ottobre del 1974, ovvero nel periodo della crisi petrolifera. Nel 1976 diventa amministratore delegato in un triumvirato con Umberto Agnelli (lo stesso anno eletto senatore della DC in un collegio romano) e Carlo De Benedetti (resta alla Fiat solo tre mesi). Nella casa automobilistica ottiene i pieni poteri nel 1980, quando i due fratelli Agnelli, Gianni e Umberto, vengono convinti da Mediobanca a passare la mano per evitare il peggio e ricopre anche il ruolo di presidente (1996-1998) succedendo a Gianni Agnelli. Per quasi un quarto di secolo è stato uno dei maggiori rappresentanti dei cosiddetti "poteri forti". Ammetterà: "In Fiat ho avuto praticamente carta bianca per venticinque anni".
Nel 1998, anno della sua uscita dalla Fiat, percepì una buonuscita di circa 105 miliardi di lire per i suoi 25 anni di attività, più 99 miliardi di lire per il patto di non concorrenza. Attualizzati al 2020 sono circa 150 milioni di euro.

## Gli anni alla Fiat

Cesare Romiti, in secondo piano, durante un incontro tra Gianni Agnelli e Ciriaco De Mita negli anni settanta

Per Romiti il primo problema è quello di assicurare liquidità alla casa automobilistica. Ed è personalmente coinvolto nell'operazione suggerita da Mediobanca che vede la Libyan Arab Foreign Bank acquisire il 10% della Fiat, investendo circa 360 miliardi di lire e pagando le azioni a un prezzo quadruplo rispetto alle quotazioni di Borsa. Per Gheddafi, scopre Gianni Agnelli incontrandolo a Mosca, si tratta di un puro investimento finanziario ma quei soldi libici, osserverà Romiti, "sono serviti molto". Quindi concentra i suoi sforzi, in un periodo in cui in azienda c'è molta confusione e sono in molti a chiedersi se l'auto abbia un futuro, le Brigate Rosse colpiscono anche dirigenti e capiofficina del gruppo, il sindacato è molto forte (nel 1975 Gianni Agnelli ha firmato in poche ore come presidente della Confindustria l'accordo sulla scala mobile, accettando senza nemmeno discuterlo il massimo richiesto dal sindacato, cioè il punto unico di contingenza per tutte le categorie), nel riorganizzare la holding del gruppo: solo nel 1980 sarà pronto il primo bilancio consolidato.
Nel luglio 1980 Umberto Agnelli lascia gli incarichi operativi dopo avere rilasciato un'intervista a la Repubblica in cui chiede provocatoriamente la svalutazione della lira e la possibilità di operare come operano i concorrenti, cioè licenziando. Molte le polemiche. È Enrico Cuccia a chiedere il suo passo indietro sostenendo che le banche sono molto preoccupate per i debiti del gruppo e chiedono interventi urgenti: Umberto si limiti quindi a fare l'azionista. E la stessa cosa chiede a Gianni Agnelli. Così, in questa netta separazione tra azionisti e management, Romiti, che ha la piena fiducia di Cuccia, diventa amministratore delegato unico del gruppo. E affronta con decisione il nodo dei costi, annunciando il licenziamento di 14 000 dipendenti. Lo scontro con il sindacato è forte, Fiat Mirafiori è bloccata dai sindacati per oltre un mese, Enrico Berlinguer assicura il sostegno del PCI nel caso di occupazione della Fiat ma tutto si risolve con la marcia per le vie di Torino di quarantamila persone, molte sono quadri Fiat, che esprimono il loro malessere e chiedono di poter lavorare. Alla fine la pace torna in fabbrica. Romiti dirà: "Nei primi anni ottanta il silenzio del sindacato colpiva". Il ministro del Tesoro Beniamino Andreatta segnalerà a Romiti come la svolta alla Fiat sia "l'unico fatto politico vero degli ultimi dieci anni: ha cambiato tutto il sistema delle relazioni industriali, ha messo ko il sindacato, ha ribaltato i rapporti tra la classe politica e quella imprenditoriale".
La Fiat riprende a fare utili, lancia nuovi prodotti, sestuplica in fabbrica il numero dei robot, chiude nel 1982 lo stabilimento del Lingotto, aumenta gli investimenti, riduce il numero dei dipendenti (dai 320 000 nel 1980 ai 225 000 di sei anni più tardi), compra il Corriere della Sera e la Rizzoli, l'Alfa Romeo, la Snia Bpd, le assicurazioni Toro, entra attraverso la Gemina nella Montedison presieduta da Mario Schimberni, si libera anche della presenza di Gheddafi e dei libici: ottengono (se ne occupano Romiti e Gianluigi Gabetti) sei volte tanto l'investimento effettuato dieci anni prima. Gianni Agnelli parlerà di "meravigliosi anni ottanta", i giornali di "strapotere Fiat", in un'intervista Bettino Craxi annovererà Romiti tra i "proconsoli energumeni" degli imperi industriali, Luciano Lama lo definirà "un estremista dell'impresa". Nel 1987 la Fiat ha un fatturato proiettato verso i 40 000 miliardi di lire, cosa che fa dell'azienda torinese il secondo gruppo italiano, dietro all'IRI. Il merito è di Romiti e di Vittorio Ghidella, il responsabile del settore auto, quello che azzecca una vettura dietro l'altra, dalla Uno alla Thema, dalla Y10 alla Croma fino alla 164. Tutte vetture collaudate personalmente da Ghidella prima del lancio finale. Il 1989, con utili netti di ben 3 300 miliardi di lire provenienti per l'85% dal settore auto, rappresenta il capolinea di quegli anni di forte sviluppo. Poi scoppia la guerra del Golfo e le vendite di auto calano, nel 1990 il marchio Fiat scende in Italia sotto il 40% e scivola al 10% in Europa. Gianni Agnelli pronuncia una frase diventata famosa: "La festa è finita".

## Scontri per il potere
Grintoso, aggressivo, intelligente, tenace, ambizioso con il sogno di diventare il nuovo Valletta, estroverso, passionale, capace di mettere qualche bastone tra i piedi di Craxi e di Ciriaco De Mita parlando di "regurgiti anticapitalisti", galante e grande frequentatore dei salotti romani con un certo spirito di emulazione nei confronti di Gianni Agnelli, Romiti ha avuto all'interno della Fiat vari scontri per il potere nel suo lungo periodo trascorso a Torino. Il più importante è quello con Vittorio Ghidella, il genio del prodotto. I due hanno visioni strategiche diverse sul futuro della Fiat: Romiti è dell'idea che l'azienda non debba essere solo auto ma debba diversificarsi anche in altri settori, dalle telecomunicazioni all'aerospaziale, dando così vita a una conglomerata con una guida accentrata in una holding, Ghidella, per quanto non contrario alla diversificazione, pensa che l'auto debba avere le maggiori risorse. Nel dicembre 1987 Gianni Agnelli annuncia al Centro Incontri di Marentino, davanti a circa 200 top manager Fiat, che tra breve lascerà il suo ruolo al fratello Umberto e Ghidella farà altrettanto con Romiti. Umberto resta invece in panchina grazie alle pressioni di Cuccia, che non ha in lui grande fiducia, e sei mesi dopo Ghidella viene mandato via con una liquidazione d'oro. Nell'arco di due anni saranno eliminati dall'azienda circa trecento dirigenti tecnici con timbro ghidelliano, sono proprio quelli che sanno fare l'auto. Marco Vitale, economista d'impresa, parlerà di una "profonda svolta nella cultura della Fiat".
Anche i rapporti con Umberto Agnelli, che ha appoggiato Ghidella, non sono buoni. In panchina alla Fiat sin dal 1980 ma molto attivo a livello dell'IFIL, la finanziaria di famiglia che insieme all'Ifi è azionista di riferimento della Fiat, tanto da avere creato un polo alimentare di tutto rispetto (con la Galbani alleata alla Bsn Danone, la Agnesi, la Ferrarelle, una fetta della Star), Umberto Agnelli tiene gli occhi puntati su Romiti. Nel 1990 si dice contrario all'acquisizione della Chrysler, suggerita da Romiti e a partire dal gennaio 1991 comincia a inviare a Romiti, ma soprattutto al fratello Gianni, una serie di lettere e memorandum roventi. Le lettere saranno poi sequestrate nel 1995 dai magistrati torinesi nell'ambito di un'inchiesta sui fondi neri della Fiat.
Nel 1992 Gianni Agnelli ribadisce che da lì a un anno avrebbe ceduto il suo ruolo al fratello Umberto, anche Romiti annuncia a sua volta che non sarebbe rimasto un minuto in più dell'Avvocato: "Siamo una coppia, insieme abbiamo lavorato, insieme ce ne andiamo". Ma interviene Mediobanca: per dare liquidità all'azienda che ne ha di nuovo bisogno, Enrico Cuccia impone un aumento di capitale di 4 200 miliardi, il più grande fatto sino ad allora in Italia. Chiede anche che Romiti resti nel suo incarico. Così il 28 settembre il consiglio d'amministrazione della Fiat rinnova per tre anni il mandato di Gianni Agnelli e di Romiti. Nel dicembre 1995 Agnelli fa sapere che nel marzo successivo, al compimento dei 75 anni, avrebbe ceduto la presidenza effettiva della Fiat a Romiti. Gli dice: "Lei non è molto più giovane di me, ma ha ancora due anni per arrivare alla fatidica soglia". Nella storia della Fiat Romiti sarà così il secondo presidente non appartenente alla famiglia e manterrà l'incarico fino al compimento dei 75 anni, nel giugno del 1998. Fu insignito dell'Ordine della Minerva dall'Università degli Studi "Gabriele d'Annunzio".

## Amicizie

### Romiti-Schimberni
Da ragazzi Cesare Romiti e Mario Schimberni sono amici. Entrambi romani ed entrambi di famiglie di modesta condizione, si conoscono alla scuola Leonardo da Vinci. Sono compagni di classe alle inferiori (corso C) mentre alle superiori frequentano, sempre nello stesso istituto, sezioni diverse. E poi si laureano entrambi in economia e commercio. Si sposano giovani: Romiti con una sua coetanea, Gina Gastaldi, Schimberni con Angela Peppicelli. Le due famiglie si frequentano, Romiti sarà anche il padrino di battesimo del primo dei figli di Schimberni. Si ritrovano, dopo aver fatto tutti e due diversi lavori, alla Bombrini Parodi Delfino, la principale azienda privata del centro sud, produttrice di insetticidi, detersivi, carrozze ferroviarie, soprattutto munizioni ed esplosivi. Sono entrambi assunti nel 1947. E lì fanno entrambi carriera. Quando la direzione generale viene divisa, Romiti diventa direttore della finanza, Schimberni direttore dell'amministrazione e del controllo di gestione.
Nel 1968 viene deciso in gran segreto di fondere la Bombrini con la Snia Viscosa. Se ne occupa in particolare Romiti, che spesso si reca anche a Milano negli uffici di Mediobanca e incontra Enrico Cuccia. Schimberni, lasciato all'oscuro della trattativa, scopre della fusione solo sui giornali. Tra i due è la rottura. Poi si ritroveranno di fronte negli anni ottanta, quando uno è amministratore delegato della Fiat e l'altro presidente della Montedison. Nel 1983 Romiti acquista in gran fretta, e senza dire nulla a Gianni Agnelli, Palazzo Grassi di Venezia portando via l'affare a Schimberni, che credeva di averlo già concluso. Nel 1985 è Schimberni a prendere il controllo della Bi-Invest di Carlo Bonomi grazie a una "scalata" in Borsa compiuta da un finanziere molto abile, Francesco Micheli. L'operazione destabilizza il sistema di potere garantito da Mediobanca, facendo irritare Cuccia e Agnelli, naturalmente anche Romiti. Ma nell'irritazione di Romiti ha un peso rilevante l'aspetto psicologico: il fatto che sia stato proprio Schimberni "a gabbarlo, a essere più abile e spregiudicato di lui".

### Romiti-De Benedetti
Nel 1988, raccogliendo la sua testimonianza per il libro Questi anni alla Fiat, Giampaolo Pansa gli chiede a proposito dell'uscita dall'azienda di Carlo De Benedetti: Come vi siete lasciati? E Romiti: "Non bene, e me ne dispiace. Lui vedeva in me l'uomo che l'aveva ostacolato nel suo proposito di essere l'unico a comandare in Fiat. Così, ci fu anche del malanimo, dell'amarezza un po' acida". Ventiquattro anni più tardi, nel 2012, Romiti dice a Paolo Madron nel libro-intervista Storia segreta del capitalismo italiano di averlo incontrato la sera stessa della firma di separazione tra De Benedetti e la Fiat: "Cesare, io me ne vado ma ho messo una condizione: che tu prenda il mio posto alla testa della Gilardini. (...) Sulla sua insistenza che io diventassi presidente al posto suo, motivò la cosa dicendomi che si fidava solo di me". Uno scherzo della memoria.

## I processi
Anche il gruppo Fiat sarà travolto dalla bufera di Tangentopoli. Nell'aprile 1997 Cesare Romiti è condannato, insieme ad altri manager dell'azienda. All'indomani della condanna esce una lettera di solidarietà a Romiti firmata da Enrico Cuccia e altri quaranta personaggi di primo piano della finanza e dell'imprenditoria italiana. Fa sensazione la presenza della firma di Cuccia, conosciuto per la sua grande riservatezza. Confiderà Romiti: "In quell'occasione ha giocato il mio strettissimo rapporto con Cuccia. E poi la convinzione che si stava esagerando. Cuccia diceva che la politica non si rendeva conto di essere arrivata a un tal punto di depravazione da rendere impossibile il lavorare onestamente".
Nel 2000 la Cassazione conferma la condanna a undici mesi e dieci giorni di reclusione per falso in bilancio, finanziamento illecito dei partiti e frode fiscale relativa al periodo in cui ricopriva la carica di amministratore delegato del gruppo Fiat, consigliere in RCS MediaGroup e Impregilo. La Corte d'appello di Torino, in data 4 dicembre 2003, in accoglimento dell'istanza di incidente di esecuzione, ha revocato la sentenza di condanna per falso in bilancio dichiarando che il fatto per cui era stata emessa sentenza non è più previsto dalla legge come reato.

## Il dopo Fiat
Dopo l'uscita dalla Fiat e avere rifiutato due offerte (una dalla Zanussi e una da Silvio Berlusconi) diventa imprenditore in proprio. Guida la società finanziaria Gemina (come liquidazione aveva chiesto ad Agnelli la possibilità di acquistarne una quota) che controllava RCS, di cui Romiti è stato presidente dal 1998 al 2004 (successivamente sarà presidente onorario) per la società di costruzioni e ingegneria Impregilo. Nel maggio 2005 entra nel patto di sindacato degli Aeroporti di Roma. Nel 2007 la famiglia Romiti (Cesare e i due figli Maurizio e Piergiorgio) viene progressivamente estromessa prima da Gemina, quindi da Impregilo, poi da Aeroporti di Roma.
Romiti ha costituito nel 2003 la Fondazione Italia-Cina, che presiede dal 2004; la Fondazione raduna decine di personalità imprenditoriali e aziende interessate al mercato cinese. Dal 2006 al 2013 è stato presidente dell'Accademia di Belle Arti di Roma. È stato inoltre presidente onorario e membro del comitato esecutivo dell'Aspen Institute e presidente dell'Associazione Uni-Italia, da lui fondata nel 2010. È morto il 18 agosto 2020 all'età di 97 anni. I funerali si sono svolti a Cetona, in provincia di Siena, dove è stato sepolto nel cimitero locale. Dall'ottobre 2021 l'archivio di Cesare Romiti è ospitato nella sede della Fondazione Corriere della Sera.

## Vita privata
Era sposato dal 1948 con Luigia Gastaldi, detta Gina (1923-2001), donna molto riservata, impegnata negli anni novanta nell'associazione "Area" per l'assistenza alle persone disabili. Avevano due figli, Maurizio (1949) e Piergiorgio (1951). Oltre a Michi Gioia, sua amante storica, Romiti ebbe notoriamente numerose altre relazioni, fra cui quelle con Maria Gabriella di Savoia, con la stilista Chiara Boni e con Anna Coliva, direttrice della Galleria Borghese.
Era un appassionato tifoso della Roma.

## Pubblicazioni
- Innovazione tecnologica università-impresa, Bologna, CLUEB, 1987.
- Etica ed economia. Riflessioni dal versante dell'impresa, con Giovanni Bazoli, Vittorio Coda, Giuseppe De Rita, Gianfranco Dioguardi, Giancarlo Lombardi, Giancarlo Lunati, Sergio Ricossa, Jody Vender, Milano, Il Sole 24 Ore, 1988.
- Questi anni alla Fiat. Intervista di Giampaolo Pansa, Milano, Rizzoli, 1988, ISBN 88-17-53623-7; Milano, BUR, 2004.
- Storia segreta del capitalismo italiano. Cinquant'anni di economia finanza politica raccontati da un grande protagonista, con Paolo Madron, Milano, Longanesi, 2012, ISBN 978-88-304-2812-6.